# Kristen Johanssen
Kristen Johanssen, född den 19 juni 1869, död 1949, var en norsk jurist. 
Johanssen avlade 1892 juridisk ämbetsexamen, vistades 1894—96 med offentligt stipendium i Tyskland, Frankrike och England, blev 1899 høyesterettsadvokat och grundade advokatfirman Helmer & Johanssen i Kristiania. Han var 1905 norsk delegat vid sjörättskonferencen i Bryssel och 1908—09 Norges advokat i Grisebåsaken. Johanssen var medlem av Société de législation comparée, medlem av styrelserna i Riksforsikringsanstalten från 1907 och i Den Norske Livrenteforening från 1908. Utöver en del uppsatser i facktidskrifter översatte han tillsammans med Max Pappenheim Das norwegische Seegesetz von 20 Juli 1893 (Stuttgart 1895) och med Ernest Lehr de norska avsnitten i Éléments de droit civil Scandinave (Paris 1901).